# Sierra del Brezo
Sierra del Brezo är en bergskedja i Spanien.   Den ligger i provinsen Provincia de Palencia och regionen Kastilien och Leon, i den norra delen av landet, 280 km norr om huvudstaden Madrid.